# Паспорт гражданина Финляндии
Паспорт гражданина Финляндии — основной документ, удостоверяющий личность гражданина Финляндии. Помимо доказательства наличия финского гражданства, паспорт облегчает процесс оказания помощи гражданам за границей от финских консульских чиновников или представителей других стран, входящих в состав Европейского союза (в случае, если финское посольство отсутствует). 

Получение паспорта осуществляется через правоохранительные органы Финляндии.
Для выдачи паспорта требуются:
- одна фотография не более чем шестимесячной давности. Фотография может быть черно-белой или цветной и должна соответствовать следующим требованиям: снимок произведен анфас, выражение лица нейтральное, размер фотографии 36 мм х 47 мм, расстояние от макушки до нижней точки подбородка фотографируемого — 32-36 мм;
- действительный документ, подтверждающий личность заявителя;
- мужчины 18-30 лет должны предъявить военный билет либо свидетельство об освобождении от срочной военной службы.

Любые изменения в паспорте, в том числе отметки, внесённые без контроля соответствующего учреждения, делают паспорт недействительным и непригодным к дальнейшему использованию.

Финские паспорта в разное время
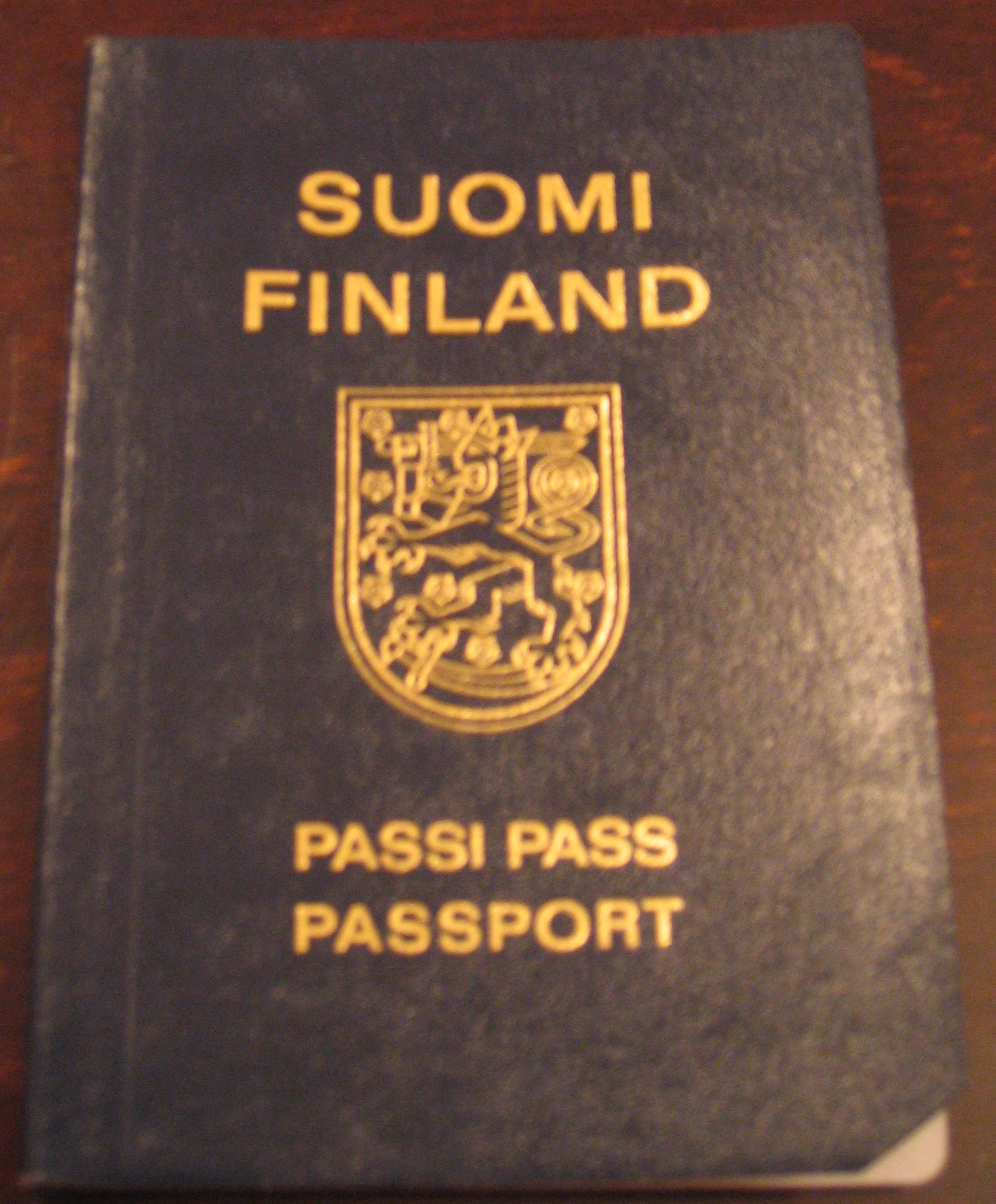
Обложка финского паспорта старого образца, до 1996 года
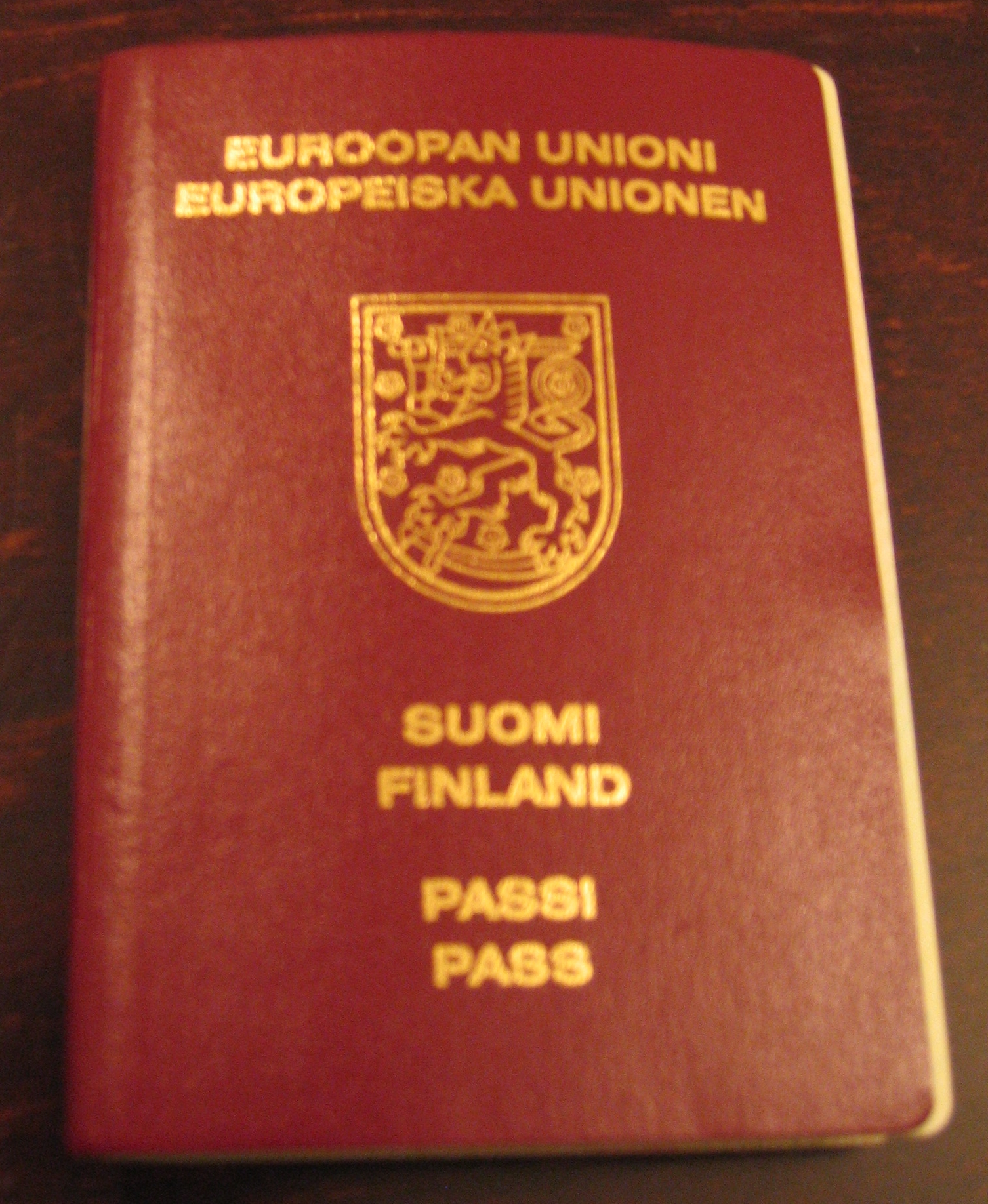
Этот тип использовался в период 1996 - 2006 годов
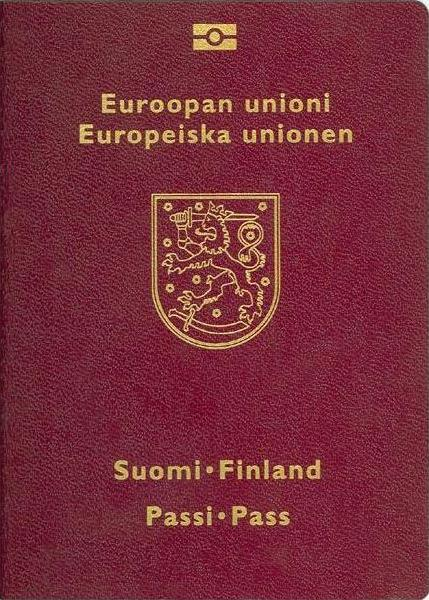
Обложка финского биометрического паспорта с бесконтактным чипом. Выпускается с 21 августа 2006 года
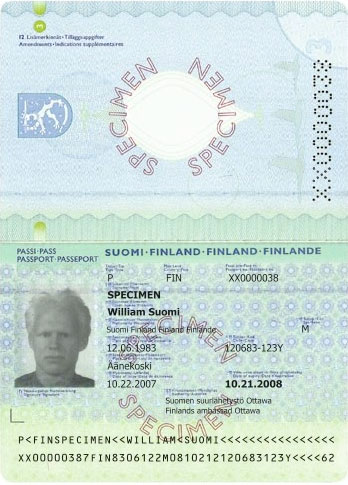
Образец финского паспорта, выпускаемого с 1 декабря 2006 года. Выдаётся только финскими посольствами за границей

С 25 июня 2012 года вступил в силу общеевропейский закон, по которому в паспорте могут находиться сведения только об одном человеке, в связи с чем путешествующие с родителями дети должны иметь отдельные паспорта (исключения составляют документы, выданные до 1 сентября 2006 года, которые действуют до времени своего окончания).
C конца апреля 2013 года граждане Финляндии могут получать заказанные в полиции паспорта в ближайшем к дому R-киоске, а с 1 декабря 2014 года подачу документов на оформление паспорта или его продление можно осуществлять в электронном виде.

## История паспорта
С 1996 года в Финляндии используется паспорт, соответствующий стандарту Европейского союза, багряного цвета. На лицевой стороне расположен герб Финляндии, над ним две строчки: «Euroopan unioni» и «Europeiska unionen», что означает «Европейский союз» на финском и шведском языках соответственно. На нижней части обложки указаны («финский язык — шведский язык»):
- страна, гражданином которой является владелец паспорта: «Suomi — Finland», «Финляндия»;
- тип документа: «Passi — Pass», «Паспорт».

В феврале 2012 году в Парламент страны поступил запрос на поправку к закону о паспортах, по которому время изготовления документа должно быть сокращено, а новый паспорт можно будет получить по почте (время рассмотрения поправки — осень 2012 года). Министерство финансов предлагает разрешить подачу документов для оформления паспорта в муниципальные точки обслуживания, но в полицейском управлении возражают против данной инициативы.

## Финляндия ивиза
В 2011 году в Финляндии проживало около 60 тысяч человек, имеющих второе гражданство (гражданство Финляндии + другого государства). Самая большая группа — выходцы из России (около 17 тысяч с гражданством как Финляндии, так и России).
Для получения финского гражданства и паспорта необходимо соответствовать определённым условиям:
проживание в Финляндии не менее 5 лет по непрерывному разрешению на пребывание типа А; возможность подтвердить свою личность; отсутствие задолженностей и обвинений в преступлениях; владение финским или шведским языком на удовлетворительном уровне.
По данным консалтинговой компании Henley & Partners, обладатели финского паспорта (вместе с обладателями паспортов Швеции и Великобритании) делят по состоянию на сентябрь 2013 года первое место в мире по числу государств и автономных территорий (173), куда они могут въехать без оформления визы. На январь 2016 года обладатель паспорта Финляндии может въехать в 175 стран мира без визы.

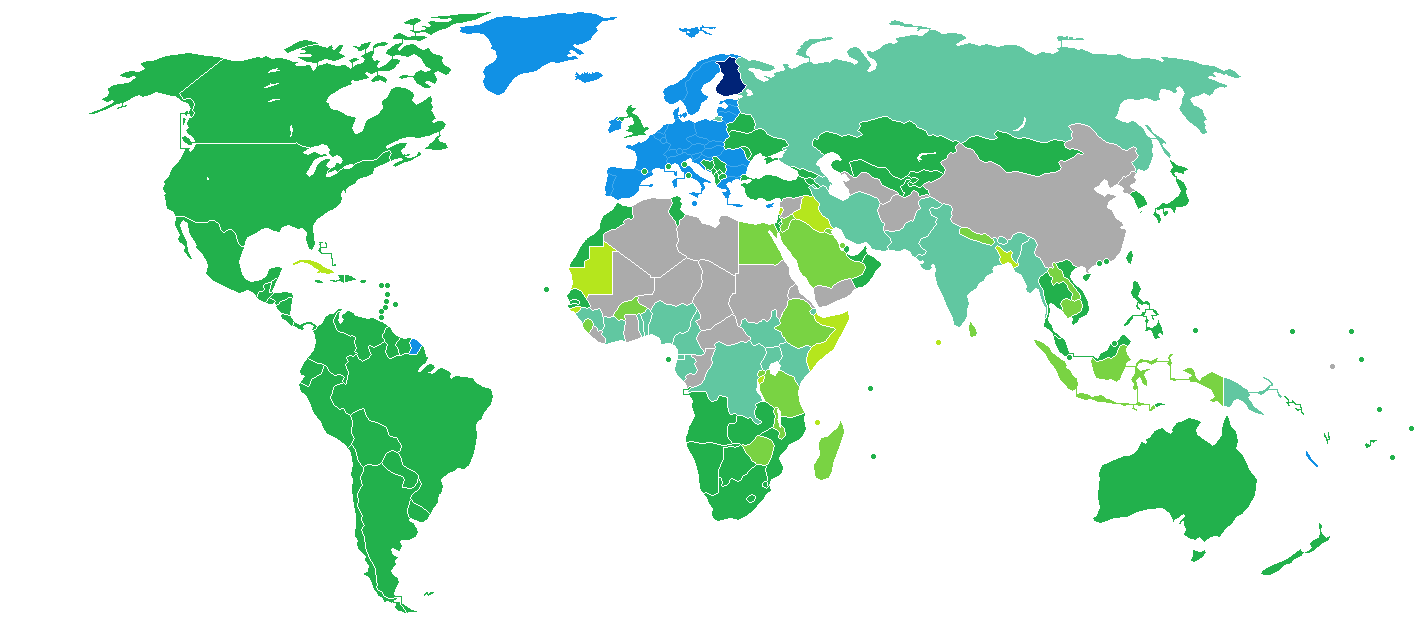
Визовые требования для граждан Финляндии
Финляндия
Свободное перемещение
Виза не требуется
Виза по прибытии
Электронная виза (eVisa)
Виза доступна и по прибытии, и онлайн
Виза требуется предварительно